# 喜多隆志
喜多 隆志（きた たかし、1980年2月6日 - ）は、奈良県出身の元プロ野球選手（外野手）。2019年現在は興国高等学校で硬式野球部監督を務める。

## 来歴・人物
智辯和歌山高校時代は中堅手として活躍、甲子園に3回出場している。1996年、2年生の時、同期の高塚信幸、中谷仁のバッテリーを擁し、春の選抜に出場。決勝に進むが鹿児島実の下窪陽介に抑えられ準優勝にとどまる。同年夏の選手権では1回戦で水戸短大付に敗退。この時の控え投手に宮崎充登がいた。翌1997年夏の選手権にも出場。決勝では平安高の川口知哉を打ち崩し優勝。
卒業後は慶應義塾大学総合政策学部（SFC）へ進学。1年春から東京六大学野球リーグに出場し、2000年、2001年と2度の秋季リーグ戦の優勝に貢献した。2000年の明治神宮野球大会では中村泰広、山本省吾ら投手陣の好投もあり、決勝で東海大を延長10回の末に降し優勝。2001年秋季リーグではシーズン最高打率.535を記録。その記録は2024年時点でも破られていない。リーグ通算92試合出場、355打数114安打（打率.321）、6本塁打、59打点。ベストナイン（外野手）4回選出。大学同期に三塁手の三木仁がいた。2001年のドラフト1巡目指名で千葉ロッテマリーンズに入団。
左足踝骨折のため開幕には間に合わなかったが、2002年5月1日（対福岡ダイエーホークス戦）、右翼手、一番打者として初先発出場。一軍公式戦初安打をサヨナラ安打で飾る。2日後の5月3日の試合（対西武ライオンズ戦）でも森慎二からサヨナラ安打を放ち、パ・リーグ史上8人目の2試合連続サヨナラ打を記録。新人としてはリーグ史上初の快挙であった。同年は11試合に先発出場を果たし、フレッシュオールスターゲームや第15回IBAFインターコンチネンタルカップ日本代表に選出され、「ロッテを変える男」として期待された。翌2003年も12試合に先発。しかし2004年以降は、外国人選手や有望新人選手の入団、ライバル選手の打撃開眼などに押され、一軍での出番が無くなってしまった。2006年10月2日に戦力外通告を受け、現役引退。
なお、マリーンズ時代に使用されていたOi-SKALL MATESの「NISHIOGI TOKYO」を原曲とする応援歌は、ファンはおろか他の選手の間でも評判がよかった。応援歌が流れると外野を守っていたタフィ・ローズ（当時、近鉄）は、投球の合間に応援席を見ながら、センターを守っていた大村直之に「すごいな」という意のジェスチャーをしていた。
2006年11月14日、本人のブログにて、野球をやめることを発表。スポーツ用品店に勤務する傍ら教員免許を取得し、アマチュア野球の指導者を目指した。2009年3月より朝日大学助教となり、朝日大学硬式野球部でコーチを務めていたが、2011年4月に母校・智弁和歌山高校に教師として赴任した。2011年5月1日、日本学生野球協会により、学生野球資格回復による規則第3条による適性認定者となる。これは、大学専任教員経験者としては、初めてのことである。
その後野球部副部長に就任。2015年夏には高嶋仁の退任が報道され、後任として名前が挙がったものの最終的に高嶋の続投が決定。2017年3月限りで智弁和歌山高校を退任し、同年4月から興国高等学校へ赴任し、2018年8月7日に同校の野球部監督に就任した。

## 詳細情報

### 年度別打撃成績
| 年 度     | 球 団     | 試 合 | 打 席 | 打 数 | 得 点 | 安 打 | 二 塁 打 | 三 塁 打 | 本 塁 打 | 塁 打 | 打 点 | 盗 塁 | 盗 塁 死 | 犠 打 | 犠 飛 | 四 球 | 敬 遠 | 死 球 | 三 振 | 併 殺 打 | 打 率 | 出 塁 率 | 長 打 率 | O P S |
| --------- | --------- | ----- | ----- | ----- | ----- | ----- | -------- | -------- | -------- | ----- | ----- | ----- | -------- | ----- | ----- | ----- | ----- | ----- | ----- | -------- | ----- | -------- | -------- | ----- |
| 2002      | ロッテ    | 19    | 56    | 50    | 4     | 11    | 1        | 1        | 0        | 14    | 3     | 0     | 0        | 3     | 0     | 3     | 0     | 0     | 13    | 1        | .220  | .264     | .280     | .544  |
| 2003      | ロッテ    | 34    | 50    | 47    | 5     | 11    | 1        | 1        | 0        | 14    | 1     | 1     | 0        | 2     | 0     | 1     | 0     | 0     | 13    | 1        | .234  | .250     | .298     | .548  |
| 通算：2年 | 通算：2年 | 53    | 106   | 97    | 9     | 22    | 2        | 2        | 0        | 28    | 4     | 1     | 0        | 5     | 0     | 4     | 0     | 0     | 26    | 2        | .227  | .257     | .289     | .546  |

### 記録
- 初出場：2002年4月30日、対福岡ダイエーホークス5回戦（千葉マリンスタジアム）、7回裏に渡辺正人の代打で出場
- 初打席：同上、7回裏に若田部健一から二塁ゴロ
- 初先発出場：2002年5月1日、対福岡ダイエーホークス6回戦（千葉マリンスタジアム）、1番・右翼手で先発出場
- 初安打・初打点：同上、9回裏に飯島一彦から中前サヨナラ適時打
- 初盗塁：2003年6月8日、対オリックス・ブルーウェーブ14回戦（Yahoo! BBスタジアム）、5回表に二盗（投手：土井雅弘、捕手：三輪隆）

### 背番号
- 3 （2002年 - 2003年）
- 44 （2004年 - 2006年）[4]